# Louis Tsatoumas
Louis Tsatoumas (Grecia, 12 de febrero de 1982) es un atleta griego, especialista en la prueba de salto de longitud en la que llegó a ser subcampeón europeo en 2014.

## Carrera deportiva
En el Campeonato Europeo de Atletismo de 2014 ganó la medalla de plata en el salto de longitud, llegando hasta los 8.15 metros, siendo superado por el británico Greg Rutherford (oro con 8.29 metros) y por delante del francés Kafétien Gomis (bronce con 8.14 metros).